# منصاف (دهستان)
( المَنصاف )، دهستانی است در  منصاف  به عربی ناحیهٔ (قلعه حصن)، در عزلهٔ (بنی سعد)، در قضاء الجوف، از توابع استان جَوف در کشور یمن در شبه جزیره عربستان.

## جمعیت
جمعیت این دهستان در حدود (۱۹ خانوار) و (۶۵۵) نفر می‌باشد. 

## منبع
- المقحفی، ابراهیم، احمد ، (مُعجَم المُدُن وَالقَبائِل الیَمَنِیَة) ، منشورات دار الحکمة، صنعاء، چاپ پنجم، وانتشار سال ۱۹۸۵ میلادی به (عربی).
- صنعانی، محمد بن یحیی بن عبدالله بن احمد، الیمانی. ، (اَلأنَباءَ عَن دُولةَ بَلقِیسَ وَ سَبأَ) ، منشورات دار الیمنیة للنشر والتوزیع، صنعاء، چاپ وانتشار سال ۱۹۸۴ میلادی به (عربی).